# Concepción (nau)
A Concepción (espanhol para "Concepção") foi uma nau espanhola do início do século XVI durante a Era dos Descobrimentos, lembrada principalmente como parte da Frota das Molucas (Armada del Moluca) que compôs a expedição Magalhães-Elcano de 1519–1522, que tinha o objetivo de encontrar uma passagem na América do Sul para as Ilhas das Especiarias (agora Ilhas Molucas, Indonésia) e consequentemente completar a primeira circum-navegação do globo. O próprio Concepción não completou a viagem, afundando propositalmente nas Filipinas em 1521.

## História

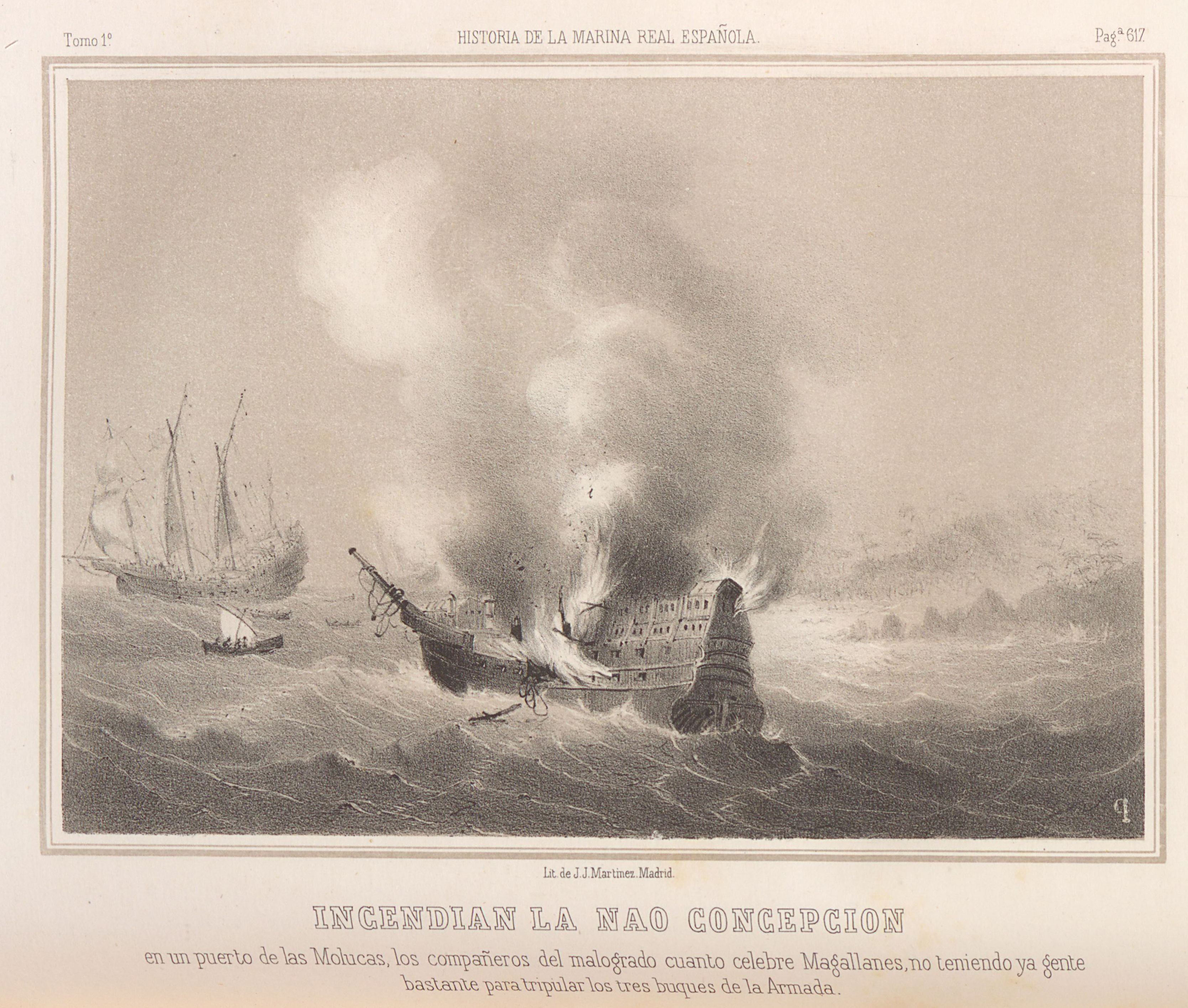
Retratação do incêndio que destruiu a Concepción, 1854

O Concepción tinha 90 toneladas e custou 228 mil maravedís para ser construído. Partindo de Sevilha em 10 de agosto de 1519, a tripulação do Concepción era composta por 44 homens sob o comando do capitão Gaspar de Quesada. Juan Sebastián Elcano era seu contramestre. João Serrão comandou o navio na travessia do Pacífico, onde se tornou co-líder da expedição após a morte de Fernão de Magalhães durante uma incursão na ilha de Mactán em 1521, cujo líder Lapu-Lapu se recusou a converter ou pagar tributo. Quando Elcano então se juntou a Duarte Barbosa para se recusar a libertar o escravo malaio de Magalhães, Henrique de Malaca, Henrique convenceu o Cebu rajah Humabon a massacrar os espanhóis. Com poucos homens e suprimentos para mantê-lo reparado e tripulado, o novo líder da expedição, João Lopes Carvalho, ordenou que o Concepción, o menos navegável, fosse abandonado e queimado.
Elcano posteriormente levaria o Victoria de volta a Sevilha, tornando-se o primeiro navio a circum-navegar o globo.

### Citações
1. ↑  Joyner (1992), p. 93.
2. 1 2  Walls y Merino (1899), Annex 3, p. 174.
3. ↑  Fernández de Navarrete (1837), p. 3.
4. ↑  Fernández de Navarrete (1837), pp. 17–19.

### De tradução
- Este artigo foi inicialmente traduzido, total ou parcialmente, do artigo da Wikipédia em inglês cujo título é «Concepción (carrack)».